# Jaroslav Klouda
Jaroslav Klouda (5. července 1906 – ) byl český fotbalista, záložník.

## Fotbalová kariéra
Byl členem takzvané železné Sparty, tedy slavného mužstva pražské Sparty z první poloviny 20. let 20. století. V nejvyšší soutěži nastoupil v roce 1925 za Spartu v utkání proti SK Meteor VIII.

## Ligová bilance
| Ročník              | Zápasy | Góly | Klub            |
| ------------------- | ------ | ---- | --------------- |
| Asociační liga 1925 | 1      | 0    | AC Sparta Praha |
| CELKEM              | 1      | 0    |                 |